# Горна Шальдиха
Го́рна Шальди́ха (рос. Горная Шальдиха) — село в Кіровському районі Ленінградської області, Росія.